# Noureddine Rifaï
Noureddine Rifaï est un militaire et homme d'État libanais né en 1899 et mort en 1980. Il est Premier ministre et un ancien colonel de l'armée libanaise.

## Biographie
Il est nommé chef de gouvernement par le président Soleimane Frangié en mai 1975, quelques semaines après le déclenchement de la guerre du Liban, à la suite de la démission du gouvernement de Rachid Solh. Soleimane Frangié a créé la surprise en confiant le pays à un gouvernement de militaires, alors que le pays s'attendait à un gouvernement politique capable de mettre fin à la crise.
L'équipe de Noureddine Rifaï est dissoute quelques semaines après sa nomination, avant de se soumettre au vote de confiance du Parlement, qu'elle était quasi sûre de perdre.
Rachid Karamé est alors convoqué pour mettre en place un gouvernement.